# دیجیمایند
دیجیمایند (انگلیسی: Digimind) شرکت نرم‌افزار فرانسوی است، که در سال ۱۹۹۸ تأسیس شد.